# Норт-Ель-Монте (Каліфорнія)
Норт-Ель-Монте (англ. North El Monte) — переписна місцевість (CDP) в США, в окрузі Лос-Анджелес штату Каліфорнія. Населення — 3730 осіб (2020).

## Географія
Норт-Ель-Монте розташований за координатами 34°6′11″ пн. ш. 118°1′26″ зх. д. / 34.10306° пн. ш. 118.02389° зх. д. (34.102947, -118.023838).  За даними Бюро перепису населення США в 2010 році переписна місцевість мала площу 1,10 км², уся площа — суходіл.

## Демографія
Згідно з переписом 2010 року, у переписній місцевості мешкали 3723 особи в 1254 домогосподарствах у складі 966 родин. Густота населення становила 3396 осіб/км².  Було 1304 помешкання (1189/км²).
Расовий склад населення:
| - 47,5 % — білих - 38,6 % — азіатів - 0,9 % — чорних або афроамериканців - 0,3 % — корінних американців - 0,1 % — вихідців з тихоокеанських островів - 9,0 % — осіб інших рас |

До двох чи більше рас належало 3,5 %. Частка іспаномовних становила 26,9 % від усіх жителів.
За віковим діапазоном населення розподілялося таким чином: 19,9 % — особи молодші 18 років, 63,7 % — особи у віці 18—64 років, 16,4 % — особи у віці 65 років та старші. Медіана віку мешканця становила 42,2 року. На 100 осіб жіночої статі у переписній місцевості припадало 92,1 чоловіків;  на 100 жінок у віці від 18 років та старших — 90,6 чоловіків також старших 18 років.
Середній дохід на одне домашнє господарство  становив 83 774 долари США (медіана — 67 917), а середній дохід на одну сім'ю — 91 187 доларів (медіана — 71 824). Медіана доходів становила 44 750 доларів для чоловіків та 47 165 доларів для жінок. За межею бідності перебувало 9,2 % осіб, у тому числі 17,3 % дітей у віці до 18 років та 10,1 % осіб у віці 65 років та старших.
Цивільне працевлаштоване населення становило 1908 осіб. Основні галузі зайнятості: освіта, охорона здоров'я та соціальна допомога — 17,1 %, науковці, спеціалісти, менеджери — 13,1 %, виробництво — 12,4 %.